# Karl Lempp
Karl Lempp (* 21. Januar 1881 in Heilbronn; † 31. Juli 1960 in Stuttgart) war ein deutscher Arzt, der in Stuttgart während der Zeit des Nationalsozialismus maßgeblich an der Kinder-„Euthanasie“ in Württemberg mitgewirkt haben soll, indes in mehreren diesbezüglichen Verfahren nicht verurteilt wurde.

## Herkunft und beruflicher Werdegang
Lempp stammte aus einer württembergischen Beamten- und Pfarrerfamilie. Er studierte von 1900 bis 1902 Medizin an der Universität Tübingen und war Mitglied der Verbindung Normannia Tübingen.  Ab 1913 war er als „Stadtarzt“ in Stuttgart tätig. 1915 gründete er das Städtische Kinderheim, aus dem später das Städtische Kinderkrankenhaus entstand und wurde dort der erste Chefarzt. Seit der Gründung des Städtischen Gesundheitsamts Stuttgart 1928 war er gleichzeitig zu seiner Funktion als Chefarzt dessen stellvertretender Leiter.

## Zeit des Nationalsozialismus
Lempp trat zum 1. Mai 1933 der NSDAP bei (Mitgliedsnummer 3.225.255). Außerdem gehörte er dem Nationalsozialistischen Deutschen Ärztebund, dem Reichsbund der Deutschen Beamten, der NS-Volkswohlfahrt und dem Nationalsozialistischen Altherrenbund (NS-Studentenkampfhilfe) an.
Lempp behauptete, er habe sich selbst nie als Mitglied der NSDAP gefühlt und er sei nur in die NSDAP eingetreten, da er Angst um seine Existenz gehabt habe.
Lempp wurde „1943 von T4 zum Kindermord angeworben“. Nach Aussagen seiner Oberärztin Magdalena Schütte Anfang der 1960er Jahre hat Lempp sich nur zum Schein in der Zentraldienststelle T4 einweisen lassen, Kindertötungen zugestimmt und todbringende Medikamente im Kriminaltechnischen Institut des SD bestellt.
20 Jahre nach Kriegsende wurden die Unterlagen des Städtischen Kinderkrankenhauses vernichtet, sodass Karl-Horst Marquart 2009 nur noch die Totenscheine von 506 Kindern auswerten konnte. Er deutet 52 Todesfälle, bei denen „schwere angeborene Leiden“ diagnostiziert wurden, für die es aber keine medizinisch plausiblen kausalen Zusammenhang mit einem natürlichen Tod gibt, als „Euthanasie“-Todesfälle. Ein Drittel starb an Lungenentzündung, was auf die Verabreichung von einer Überdosis Luminal hindeutet, die einen Dämmerschlaf mit anschließender Lungenentzündung verursacht. Unter den 52 Todesfällen sind sechs Kinder mit der dubiosen Diagnose „Idiotie“, darunter zwei Kinder, die zum Zeitpunkt der Diagnose erst zwei Jahre alt waren. In diesem Alter kann eine derartige Diagnose nicht gestellt werden, es muss sich also um Fälschungen handeln.

## Nachkriegszeit
Am 23. Juni 1945 wurde Lempp auf Anordnung der amerikanischen Militärregierung aus dem städtischen Dienst entlassen, woraufhin sich Robert Gaupp, Dezernent des Gesundheitswesens der Stadt Stuttgart, und Oberbürgermeister Arnulf Klett vehement um dessen Wiedereinsetzung bemühten. Gaupp, der aufgrund einschlägiger Veröffentlichungen aus der Zwischenkriegszeit selbst bedenkliche rassehygienische Ansichten aufwies, behauptete, Lempp sei ein „gütiger Kinderarzt“ gewesen und kein wahres Mitglied der NSDAP. Auch Klett argumentierte einerseits mit Lempps innerer Distanz zum NS-Regime, vor allem aber mit der Gesundheitsgefährdung für die Stadtbevölkerung, sollten solche Schlüsselstellen unbesetzt bleiben bzw. falsch besetzt werden. Vor diesem Hintergrund entwickelte sich ein zähes Gerangel zwischen Stadtverwaltung und Militärregierung, in dessen Verlauf Lempp zweimal inhaftiert wurde, ohne jedoch offiziell angeklagt worden zu sein. Während der zweiten Haftzeit im Militärgefängnis in der Weimarstraße 20, vom 14. Mai bis zum 18. Juli 1946, ging das CIC dem Verdacht nach, Lempp sei als Leiter der Stuttgarter Kinderklinik an der Tötung behinderter Menschen beteiligt gewesen. Nachdem die US-Ermittler in dieser Sache allerdings keine stichhaltigen Beweise finden konnten und sich gleichzeitig Oberbürgermeister und große Teile der Ärzteschaft hinter Lempp stellten, übergab die Militärverwaltung den Fall in die Hände deutscher Behörden. Letztlich stufte ihn die Stuttgarter Spruchkammer am 30. Dezember 1947 als Mitläufer ein und verurteilte ihn zu einer Strafe von 2000 ℛℳ,  die er an einen Wiedergutmachungsfonds zahlen musste. Hauptentlastungszeuge in diesem Verfahren war Eugen Stähle, der selbst an der Aktion T4 beteiligt war und sich in diesem Zusammenhang in Haft befand. Lempp behielt seine Position als stellvertretender Leiter des städtischen Gesundheitsamts bis 1949. Leiter des städtischen Kinderkrankenhauses blieb er bis zu seiner Pensionierung im Jahre 1950. Der Professorentitel wurde ihm 1954 verliehen.
Lempp war verheiratet und hatte zwei Söhne.

## Nachwirkung
Im Jahr 2009 versuchten ein Enkel von Karl Lempp, der Rechtsanwalt Volker Lempp, sowie der Tübinger Jugendpsychiater Reinhart Lempp, wegen eines Kapitels über Karl Lempp die Veröffentlichung des Buches Stuttgarter NS-Täter gerichtlich zu stoppen, zogen aber ihre Klage gegen Verlag und Autor Karl-Horst Marquart zurück.
Der zuständige Bürgermeister Werner Wölfle (Bündnis 90/Die Grünen) lehnte im November 2015 einen Anfang 2014 gestellten Antrag auf Anbringung einer Gedenkplakette am Ort von Lempps Taten ab. Er erklärte, es gebe zwar starke Indizien für die frühere Existenz dieser „Kinderfachabteilung“, aber es lägen keine Beweise dafür vor.